# 류시아
류시아(柳始雅 ; Lusia)는 대한민국에서 가상으로 탄생시킨 최초의 여자 가수이다. 현대인포메이션에서 1998년 1월 10일에 3차원 입체 제작 기술을 이용해 탄생시켰다. 대표곡으로 ' 내가 이 세상에 온 이유 ',  ' E-Mail을 띄워 ' 등이 있다.

국내 최초의 사이버 여가수 '류시아‘LUSIA가 1집 'The Stream of Time'을 들고 1998년 5월에 등장했습니다. 버들 류(柳), 처음 시(始), 싹 아(芽)라는 한자를 사용했고, 새싹이라는 우리말의 의미를 담고 있습니다. 아담이 개발되던 비슷한 시기에 개발에 들어간 류시아(Lusia)는 AISUL에이아이설 (전,현대인포메이션)에 의해 약 4억원의 개발비가 투자된 여성 캐릭터입니다. ”아담”과는 달리 디지털적인 요소가 강조되었으며, 청순한 이미지와 섹시이미지를 오가며 2집까지 팝댄스, 발라드, 펑키, R&B 등 다양한 장르를 통해 대중적인 음악으로 어필했으며, 2022년 2월 22일 3집으로 컴백 할 예정입니다.  만능 엔터테인먼트로서 활동 준비를 하고 있습니다. 
•소속 : (주) AISUL
•생일 : 1998년 1월 10일  ( 항상 24세로 컨셉 변경 예정 ) 
•직업 : 종합 엔터테인너, 버츄얼 인플로언서, 소통능력 전문가 
•특기 : 노래와 춤, SNS 소통 
•취미 : 신지식 습득, 요리, 패션
•목표 : 전 세계 사람들에게 가장 유명한 버츄얼 인플로언서가 되어 신뢰받고 사랑을 받는 것이다. 이후 개인별로 소통을 하여 사용자 정보를 데이터화 하여 각 사용자보다 더 사용자를 이해하고 도움 주는 AI 개인비서 및 동반자로서 “류시아”가 되고 싶음.  
•특징 :
  •  인간보다 더 인간적인 감성과 휴머니즘을 가진 AI 디지털 휴먼                 
  •  딥러닝 및 사용자의 신뢰 정보를 바탕으로 Ai 개인비서 및 동반자 역할
  • You-Tube & S-Tube, 인스타그램, 페이스북 등 SNS활동 등으로 세계 최고의 인플로언서로서 1억명 진성 팬덤 목표                      
  • AISUL 메타버스 플렛폼 “메타리아”에 활동
현재 AISUL의 소속으로 최신 트랜드에 맞추어 메타버스 사업. 인공지능 사업. K 컨텐츠 사업에 맞는 모습으로 2022년 컴백한다